# Impasse des Belles-Feuilles
L'impasse des Belles-Feuilles est une voie située dans le quartier de la Porte-Dauphine du 16e arrondissement de Paris.

## Situation et accès
L'impasse des Belles-Feuilles est desservie à proximité par la ligne 2 aux stations Victor Hugo et Porte Dauphine.
Accessible au niveau du 48 rue des Belles-Feuilles, elle mesure 33 mètres de long pour 11 de large.

## Origine du nom
Cette voie tient son nom du voisinage de la rue des Belles-Feuilles.

## Historique
Cette voie prend sa dénomination actuelle par un arrêté du 2 octobre 1924 et est classée dans la voirie parisienne par un arrêté municipal du 1er mars 1994.

## Bâtiments remarquables et lieux de mémoire
- Au bout de l'impasse se trouve l'école polyvalente publique François-Jacob. Elle porte ce nom depuis 2023, en hommage au résistant et biologiste François Jacob, prix Nobel[2].